# غاري رايت (موسيقي)
غاري رايت (بالإنجليزية: Gary Wright)‏ هو موسيقي ومغني أمريكي، ولد في 26 أبريل 1943 في كريسكيل في الولايات المتحدة.

## وصلات خارجية
- الموقع الرسمي
- غاري رايت على موقع IMDb (الإنجليزية)
- غاري رايت على موقع ميوزك برينز (الإنجليزية)
- غاري رايت على موقع إن إن دي بي (الإنجليزية)
- غاري رايت على موقع أول ميوزيك (الإنجليزية)
- غاري رايت على موقع ديسكوغز (الإنجليزية)
- غاري رايت على موقع قاعدة بيانات الفيلم (الإنجليزية)